# باشگاه ورزشی السیلیه
باشگاه ورزشی السیلیه (به عربی: نادی السیلیة الریاضی) یک باشگاه فوتبال در شهر دوحه در کشور قطر می‌باشد که در لیگ ستارگان قطر بازی می‌کند.
این تیم در سال ۱۹۹۵ میلادی تأسیس شده است و سابقهٔ نایب قهرمانی در جام شیخ جاسم قطر و جام امیر قطر را دارد.

## افتخارات
- قهرمانی جام ستارگان قطر ۲۰۲۰-۲۱
- نایب قهرمانی جام شیخ جاسم قطر ۱۹۹۵
- نایب قهرمانی جام امیر قطر ۱۹۹۵

## بازیکنان برجسته
ایرانی
- علی کریمی
- کریم انصاری فرد
- رامین رضاییان
- مهرداد محمدی